# 楓/スピカ
『楓／スピカ』（かえで／スピカ）は、日本のロックバンド・スピッツの通算19作目のシングルで、両A面シングル。1998年7月7日にポリドールより発売。

## 概要
8thアルバム『フェイクファー』収録曲「楓」と、同アルバムのセッションで録音され未収録となった「スピカ」の2曲を両A面で収録。8cmシングルは、裏表紙（「スピカ」と表記）も表表紙（「楓」と表記）のようなデザインになっている。表と裏が逆になっているバージョンもあり、事実上ジャケットが2種類ある。ファンの間では「楓派」、「スピカ派」という言葉が生まれるほど両曲ともに人気である。

## 収録曲
全曲 作詞、作曲/草野正宗　編曲/スピッツ&棚谷祐一
1. 楓
アルバム『フェイクファー』からのシングルカット。
TBS系『COUNT DOWN TV』の当時のオープニングテーマに使用され、本来のPVとは別で、番組用のビデオクリップも制作された。
1999年にフジテレビ系ドラマ『Over Time-オーバー・タイム』の挿入歌に[注釈 1]、2010年のテレビ朝日系列のスペシャルドラマ『お母さんの最後の一日』では主題歌となっている。
2019年には日本テレビ系ドラマ「ザンビ」[注釈 2]、2022年にはフジテレビ木曜劇場『silent』の挿入歌として使用された。
2010年10月にYouTubeで配信された公式PVは2023年5月現在6000万再生を超え、ミリオンタイトル3曲に次ぐ再生数となっている。
2017年には、キリンビバレッジ『午後の紅茶』CM内で上白石萌歌が「楓」をカバーしたことにより、12月18日付のBillboard JAPANチャートで前週までの圏外から28位にランクインしたほか、レコチョクの週間ランキング（12月6日-12月12日集計）でも3位となるなど注目された[1]。
ロングセラーであり、本作の初出から25年6ヶ月後となる2024年1月度ストリーミング認定（日本レコード協会）において、プラチナ認定（再生1億回）を達成した。
2025年には本曲を題材にした東映/アスミック・エース配給映画『楓』が公開予定[2]。
収録アルバム：『フェイクファー』、『RECYCLE Greatest Hits of SPITZ』、『CYCLE HIT 1997-2005 Spitz Complete Single Collection』
2. スピカ
仮タイトルは「粉のように」[3]。
日本航空「リゾッチャ」CMソング。
アルバム『フェイクファー』のセッションで最初にレコーディングされ、既にレコーディングされていた『運命の人』とどちらがアルバムの先行シングルとして発売されるか考えられていたが、アルバムの毛色に合わないためにお蔵入りとなったが、CMのタイアップが決まり、発売されることとなった[4]。
フジテレビ系アニメ『ハチミツとクローバー』第24話の挿入歌にもなった。
収録アルバム：『花鳥風月』

## 参加ミュージシャン
楓
- 草野マサムネ - Vocals, Acoustic Guitar
- 三輪テツヤ - Guitars
- 田村明浩 - Bass
- 﨑山龍男 - Drums
- 棚谷祐一 - Acoustic Piano
- 田村玄一 - Pedal Steel

スピカ
- 草野マサムネ - Vocals, Guitars
- 三輪テツヤ - Guitars
- 田村明浩 - Bass Guitar
- 﨑山龍男 - Drums
- 棚谷祐一 - Keyboards

## カバー
楓
- 辛島美登里（2000年）

シングル「楓」として発表。
- 松任谷由実（2002年）

トリビュートアルバム『一期一会 Sweets for my SPITZ』収録曲として発表。
- SOTTE BOSSE（2007年）

アルバム『moment』収録曲として発表。
- Superfly×秦基博×金城綾乃（2008年）

フジテレビ系『僕らの音楽』（3月26日放送回）にて披露（音源化はされていない）。
- 永野亮 from APOGEE（2008年）

配信限定シングルとして発表。
- クリス・ハート（2013年）

アルバム『Heart Song』に収録。
- BENI（2013年）

カバーアルバム『COVERS:3』に収録。
- 飛蘭（2014年）

カバーアルバム『FAYvorite』に収録。
- 朝倉さや（2014年）

『マストアイテム』に収録。
- 寺嶋由芙（2015年）

『好きがはじまるⅡ』に収録。
- 藤あや子（2017年）

カバーアルバム『GENTLEMAN～私の中の男たち～』に収録。
- 上白石萌歌（2017年）

キリンビバレッジ『午後の紅茶』冬の限定CMソングとして。
- Uru（2017年）

アルバム『モノクローム』に収録。
- 鬼龍院翔（2020年）

通販限定カバーアルバム『うたってきりりんぱ』に収録。
- Crystal Kay（2021年）

カバーアルバム『I SING』に収録 。
- 花*花（2024年）

2024年2月21日に配信シングルとしてリリース。
- NakamuraEmi（2024年）

2024年3月8日発売のシングル「晴るく」に収録。
- 竹渕慶（2025年）

2025年4月30日発売のカバーアルバム『この歌をあなたに』に収録。
スピカ
- 椎名林檎（2002年）

トリビュートアルバム『一期一会 Sweets for my SPITZ』収録曲として発表。